# Amiota onchopyga
Amiota onchopyga är en tvåvingeart som beskrevs av Nishiharu 1979. Amiota onchopyga ingår i släktet Amiota och familjen daggflugor. Inga underarter finns listade i Catalogue of Life.